# Francesco Saverio Nitti
Pour les articles homonymes, voir Nitti.
Francesco Saverio Nitti  (né à Melfi le 19 juillet 1868, mort à Rome le 20 février 1953) est un homme politique italien. Il est président du conseil des ministres du royaume d'Italie du 23 juin 1919 au 15 juin 1920 et à plusieurs reprises ministre. Il est le premier président du Conseil provenant du Parti radical historique. Il occupe un rôle politique décisif lors de la Première Guerre mondiale et de l'après-guerre. Il se préoccupa des problèmes du Mezzogiorno, voyant dans l'industrialisation la solution aux problèmes économiques et sociaux de la région.

## Biographie
Très jeune, Francesco Saverio Nitti est sous l'influence de la Giustino Fortunato, il commence la rédaction d'une série d'essais sur la question méridionale dont un très important, consacré à l'émigration. Ensuite, il s'occupe de la question du développement industriel à Naples et celle de l'utilisation et la valorisation des ressources naturelles présentes dans le sud du territoire, avec une préoccupation particulière pour sa terre d'origine, la Basilicate et il propose également de nombreuses lois spéciales pour le progrès dans le Sud. Il élabore aussi un programme innovateur de solidarité sociale et d'interventions pour le développement des forces productives. De plus, il imagine plusieurs théories expliquant l'origine de la question méridionale.
Francesco Saverio Nitti n'est pas soucieux uniquement du mezzogiorno, ses études sur l'économie italienne et le destin des démocraties en Europe sont importantes. Il est surtout, un homme politique et un homme d'État parmi les plus importants de son temps, en Italie et en Europe. Nitti élabore un projet de réforme des institutions de l'État capables de les rendre plus appropriées à une société capitaliste moderne, facilitant l'émergence d'une nouvelle et dynamique classe dirigeante.
En 1904, Nitti choisit le Parti radical au sein du parlement italien. De 1911 à 1914, il a été ministre de l'agriculture, de l'industrie et du commerce au sein du gouvernement de Giovanni Giolitti. En 1917, il devient ministre des Finances au sein du gouvernement Orlando et ce, jusqu'en 1919.
Au cours de la Première Guerre mondiale, après la catastrophe de Caporetto, ses efforts en tant que ministre du Trésor du gouvernement Orlando sont l'un des facteurs déterminants pour le rétablissement d'un climat de confiance, indispensable à la récupération puis à la victoire militaire. Après la guerre, il suit les négociations du traité de paix, entrevoyant les conséquences tragiques pour le futur de l'Europe que provoque l'excessive fermeture des pays victorieux, y compris l'Italie, dans la défense des intérêts nationaux.

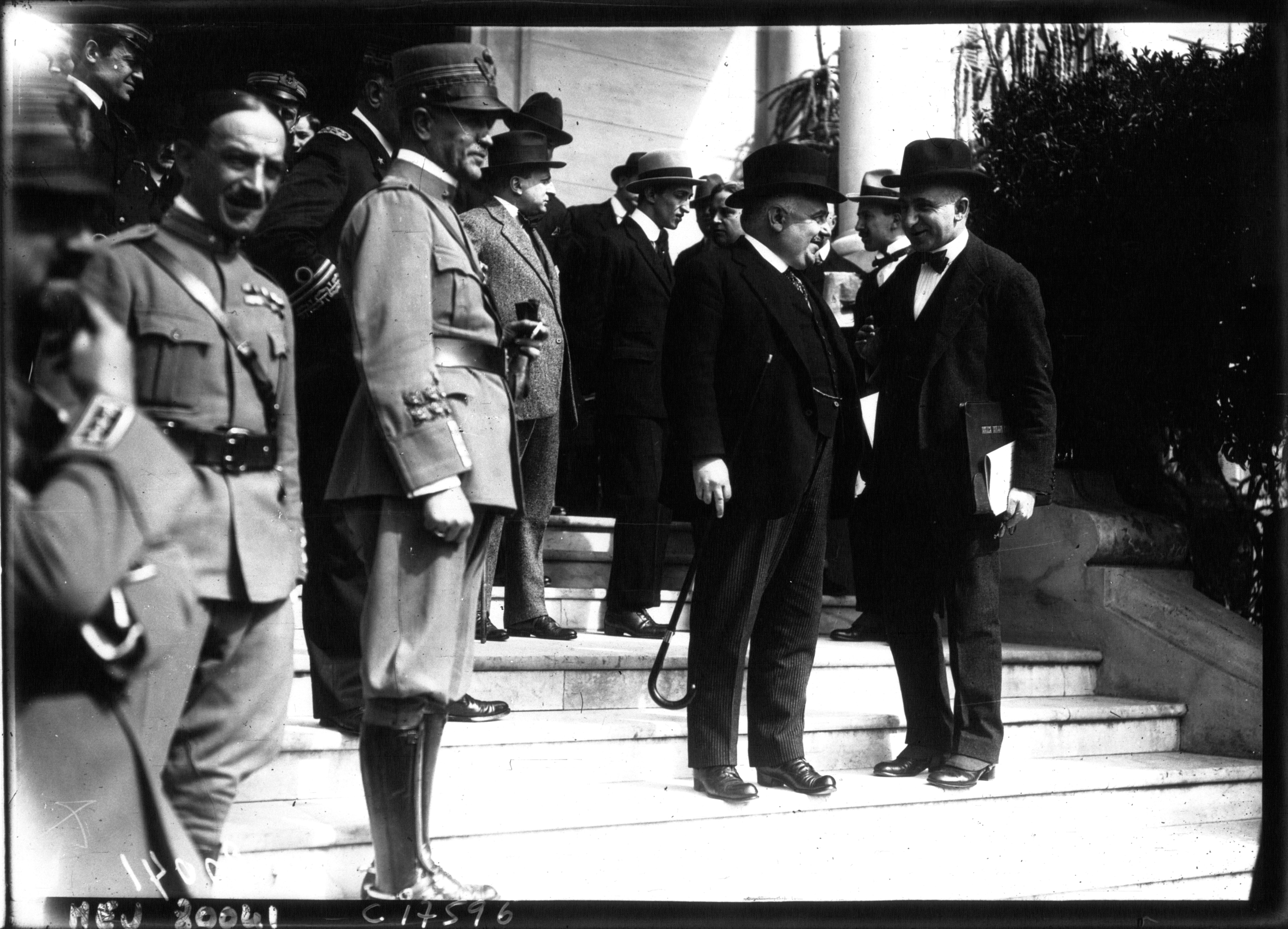
En 1920, la Conférence de San Remo au Château Devachan, avec Pietro Badoglio.

Comme président du Conseil et ministre des Affaires étrangères, du 23 juin 1919 au 16 juin 1920, il s'oppose, en particulier, au démembrement de l'Allemagne et à la politique de réparation imposée à ce pays par le traité de Versailles. Son cabinet doit tenir compte d'une grande agitation sociale et du mécontentement provoqué par les résultats du Traité de Versailles. Nitti a du mal à soutenir son gouvernement en raison de l'hostilité entre les factions politiques très divergentes, communistes, anarchistes et fascistes. Il donne sa démission et est remplacé par Giovanni Giolitti, le 16 juin 1920 après avoir été, également, du 20 mars 1920 au 21 mai 1920. Il est un adversaire tenace du fascisme et de toutes poussées nationalistes essayant de contrer la crise de l'État libéral et d'en éviter la fin.
Après l'avènement du régime fasciste, il se retire dans sa villa de Acquafredda (Maratea) où il compose une trilogie sur l'Europe. Il retourne à Rome en 1923 et est invité à prendre le chemin de l'exil, après que les squadristi fascistes dévastent sa maison du quartier Prati. Il se rend d'abord à Zurich puis à Paris, où il prend part, pendant 20 ans, à une intense activité anti-fasciste et il rédige un essai La Democrazia. Ce travail est sans doute son œuvre la plus importante et encore aujourd'hui un témoignage important de la culture politique de la libérale-démocratie en Italie. En 1943, il est arrêté par la SS et interné au château d'Itter dans le Tyrol (où se trouvent également internées plusieurs hautes personnalités françaises de la IIIe République).
Après la fin de la Seconde Guerre mondiale et le retour aux institutions démocratiques, il revient en Italie et sur la scène politique. Lucide mais souffrant de graves problèmes de mobilité, il n'occupe pas de fonctions ministériels, mais en 1945, il est sur le point d'être chargé de former le gouvernement d'unité nationale. Il est membre de la Consulta Nazionale de 1945 à 1946, député de l'Assemblée constituante de 1946 à 1948 sénateur de 1948 à 1953. Au printemps 1952, il est chef de file du cartel électoral formé par les partis laïques et de gauche, qui se présente aux élections pour le renouvellement du conseil municipal de Rome contre la démocratie chrétienne. Il est parmi les inspirateurs du mouvement politique Alleanza Democratica Nazionale qui, au cours des élections générales de 1953 réussit à empêcher de donner la majorité, à la démocrate-chrétienne et ses alliés, pour les « Legge truffa ». Nitti est contre la participation de l'Italie à l'OTAN.
Il a épousé Antonia Persico, fille du juriste Federico Persico (1829-1903). De l'union naissent cinq enfants: Vincenzo, Giuseppe, Maria Luigia, Federico e Filomena. Federico, devenu un brillant pharmacologue, meurt jeune. Filomena aussi sera une chercheuse en biologie, collaborant avec son mari Daniel Bovet, prix Nobel de médecine en 1957. Francesco Fausto Nitti, combattant antifasciste, est son neveu.
Francesco Saverio Nitti meurt Rome, à son domicile du centre historique, le 20 février 1953.

## Ses écrits
Ses œuvres majeures sont:
- L’emigrazione italiana e i suoi avversari, 1888
- Il socialismo cattolico, 1891
- Eroi e briganti, 1899
- Nord e Sud, 1900;
- L’Italia all’alba del XX secolo, 1901
- La Scienza delle Finanze, 1903
- La decadenza dell’Europa
- Le vie della ricostruzione, 1922
- La pace, Gobetti, Turin 1925
- Bolscevismo, fascismo e democrazia, 1927
- La Democrazia, Laterza & Figli, 1933
- Meditazioni dell’esilio, Edizioni Scientifiche Italiane, 1947
- Meditazioni e ricordi, 1953

## Distinctions honorifiques
- Chevalier de l'ordre de la Couronne d'Italie[1]
- Chevalier grand-croix décoré du grand cordon de l'ordre colonial de l'Étoile d'Italie - arrêté royal du 1er juin 1922[2].

## Sources
- (it) Cet article est partiellement ou en totalité issu de l’article de Wikipédia en italien intitulé « Francesco Saverio Nitti » (voir la liste des auteurs).

- (en) Cet article est partiellement ou en totalité issu de l’article de Wikipédia en anglais intitulé « Francesco Saverio Nitti » (voir la liste des auteurs).

- (de) Cet article est partiellement ou en totalité issu de l’article de Wikipédia en allemand intitulé « Francesco Saverio Nitti » (voir la liste des auteurs).